# Majestic Nothingness
Majestic Nothingness är det norska black metal-bandet Carpe Tenebrums debutalbum, utgivet 1997 av skivbolaget Head Not Found.

## Låtlista
1. "Temptress Luna" – 6:58
2. "Requiem Spell" – 4:36
3. "Velvet Claws" – 5:15
4. "Drain the Labyrinth" – 7:22
5. "Perpetual Dancer" – 4:52
6. "Sullen Becometh" – 7:22
7. "Blood Dance" – 7:03

## Medverkande
Musiker (Carpe Tenebrum-medlemmar)
- Astennu (Jamie Stinson) – gitarr, basgitarr, keyboard, trummaskin
- Stian Arnesen – sång

Bidragande musiker
- Ariadne A.Done (Ariadne A. Donnelaith) – sång, sångtexter

Produktion
- Astennu – producent, ljudtekniker, ljudmix
- Captain Fruit Cake – producent, ljudtekniker, ljudmix
- Kris – ljudtekniker
- Morte – omslagskonst
- Morgana Rafaele – logo